# Витт, Эрнст
Эрнст Витт — немецкий математик, один из ведущих алгебраистов своего времени.

## Биография
Родился на острове Альс, входивший тогда в состав Германской империи.
Вскоре после рождения переехал с родители в Китай.
Вернулся в Европу в девять лет.
После окончания школы, учился в Фрайбургском и Гёттингенском университетах.
Вступил в Национал-социалистическую партию, был активным её членом.
Защитил диссертацию в Гёттингенском университете в 1934 году под руководством Эмми Нетер. 
Работал в группе во главе с Хельмутом Хассе.
Во время Второй мировой войны, Вильгельма Феннера нанял его криптографом.
В его группе работали Георг Ауманн, Александер Айгнер, Освальд Тайхмюллер, Иоганн Фридрих Шульце;
их руководителем был профессор Вольфганг Франц.
С 1937 года и до 1979 года преподавал в Гамбургском университете.
Умер в Гамбурге в 1991 году, вскоре после своего 80-летия.

## Вклад
- Вектор Витта
- Теорема Витта
- Теорема Пуанкаре — Биркгофа — Витта
- Алгебра Витта
- Возможно он первым построил так называемую решетку Лича; в 1970-х годах, он утверждал, что сделал это в 1940 году но не опубликовал построение.(Witt 1998, С. 328–329)[7]